# Huberte Vecray
Huberte Elisabeth Vecray (Dolhain, 16 september 1923 – Membach, 3 juli 2009) was een Belgisch sopraan.
Zij kreeg haar opleiding bij Louis Deru al dan niet aan het Conservatorium van Verviers en aansluitend te Salzburg. Na haar debuut in 1946 kon zij direct aan de slag binnen de opera-afleiding van de Koninklijke Muntschouwburg in Brussel. Aan dat theater zou ze tot 1958 verbonden blijven, toen het gehele operagezelschap aldaar werd opgedoekt en/of vervangen. De laatste jaren in dat contract had ze al met de Gentse opera een tournee door Congo verzorgd. Ze was voorts te horen in de grote steden van West-Europa. Zij zong, niet naar ieders genoegen ook in de Stadsschouwburg te Amsterdam. Ze viel daarbij in voor Gré Brouwenstijn, maar had in de ogen van de criticus van De Tijd onvoldoende kwaliteit haar hoofdrol in Tosca goed naar voren te brengen. Leo Riemens van De Telegraaf hoorde echter een uitmuntende Vecray.
Het debacle van Brussel kwam ze niet meer te boven en kondigde in 1959 te willen stoppen met zingen. In januari 1960 trouwde ze en vertrok met haar man naar Congo, alwaar hun kind geboren zou zijn.
Daarna verdween de zangeres geheel uit de publiciteit. Ook de Algemene muziek encyclopedie (1984) vermeldt geen nieuwe ontwikkelingen op zanggebied bij haar. Ze zou nog wel hebben lesgegeven in haar geboortestreek.
Van haar is een beperkt aantal opnamen bewaard gebleven (Airs d’opéra).
Ze overleed geheel vergeten als weduwe van Marcel Duchamps in een verzorgingstehuis in Membach.